# Indy Pro Series 2007
De Indy Lights 2007 is het tweeëntwintigste kampioenschap van de Indy Lights. Het kampioenschap werd gewonnen door de Brit Alex Lloyd, die uitkwam voor Sam Schmidt Motorsports.

## Teams en rijders
Alle teams reden met een Dallara IPS-chassis en met een 3.5 L Infiniti V8-motor.
| Team                         | Chassis | Band      | Nr | Rijder             | Sponsor(s)                                                    | Opmerkingen                                                                          |
| ---------------------------- | ------- | --------- | -- | ------------------ | ------------------------------------------------------------- | ------------------------------------------------------------------------------------ |
| Team Moore Racing            | Dallara | Firestone | 2  | Tom Wood           | Xtreme Coil Drilling                                          | Reed alleen in Homestead en reed niet verder vanwege een blessure                    |
| Team Moore Racing            | Dallara | Firestone | 2  | Jonathan Klein     | Xtreme Coil Drilling                                          | Verving Tom Wood na zijn blessure reed alleen in Kentukcy niet vanwege een blessure  |
| Team Moore Racing            | Dallara | Firestone | 2  | Travis Gregg       | Xtreme Coil Drilling                                          | Verving Jonathan Klein na zijn blessure                                              |
| RLR Andersen Racing          | Dallara | Firestone | 5  | Andrew Prendeville |                                                               |                                                                                      |
| RLR Andersen Racing          | Dallara | Firestone | 15 | Joey Scarallo      | GroupAWheels.com                                              | Reed t/m Kentucky                                                                    |
| RLR Andersen Racing          | Dallara | Firestone | 15 | J.R. Hildebrand    | Formotion                                                     | Reed alleen in Sonoma                                                                |
| Andretti Green-AFS Racing    | Dallara | Firestone | 11 | Jaime Camara       | Osofresh                                                      |                                                                                      |
| Andretti Green-AFS Racing    | Dallara | Firestone | 27 | Wade Cunningham    | Automatic Fire Sprinklers, Inc.                               |                                                                                      |
| Target Chip Ganassi Racing   | Dallara | Firestone | 9  | Chris Festa        | CareCentric Healthcare Solutions                              |                                                                                      |
| Target Chip Ganassi Racing   | Dallara | Firestone | 10 | Pablo Perez        | Turismo Pecom                                                 | Reed alleen in Homestead vanwege een blessure de rest van het seizoen                |
| Super Aguri Panther Racing   | Dallara | Firestone | 55 | Hideki Mutoh       | Honda Formula Dream Project                                   |                                                                                      |
| Brian Stewart Racing         | Dallara | Firestone | 1  | Bobby Wilson       | Ocala Gran Prix                                               |                                                                                      |
| Brian Stewart Racing         | Dallara | Firestone | 3  | Brad Jaeger        | Ocala Gran Prix                                               |                                                                                      |
| Brian Stewart Racing         | Dallara | Firestone | 33 | Shane Jantzi       | Marex Seed                                                    | Reed alleen Indianapolis                                                             |
| Cheever Racing               | Dallara | Firestone | 51 | Richard Antinucci  | Summus                                                        | Reed niet in Homestead en Chicago                                                    |
| Team KMA Racing              | Dallara | Firestone | 13 | Robbie Pecorari    | Cabo Wabo Tequila                                             |                                                                                      |
| Guthrie Racing               | Dallara | Firestone | 4  | Sean Guthrie       | Car Crafters Special / Trace Die-Cast                         | Reed niet in Mid-Ohio, Kentucky en Chicago                                           |
| Guthrie Racing               | Dallara | Firestone | 4  | Tom Wieringa       | Racing for Kids / Sound Wave Productions / State Central Bank | Reed niet in Watkins Glen en Sonama                                                  |
| Guthrie Racing               | Dallara | Firestone | 40 | Tom Wieringa       | Racing for Kids / Sound Wave Productions / State Central Bank | Reed niet in Mid-Ohio, Kentucky en Chicago                                           |
| Guthrie Racing               | Dallara | Firestone | 40 | Arie Luyendyk jr.  | Racing for Kids                                               | Reed alleen in Watkins Glen                                                          |
| SWE Racing                   | Dallara | Firestone | 34 | Jon Brownson       | Shock Hill Homes                                              | Reed niet in Nashville                                                               |
| SWE Racing                   | Dallara | Firestone | 43 | Jimmy Kite         | SWE Race Car Parts                                            | Reed alleen in Chicago                                                               |
| Kenn Hardley Racing          | Dallara | Firestone | 24 | Stephen Simpson    | Kyalami: Grand Prix of Entertainment                          |                                                                                      |
| Michael Crawford Motorsports | Dallara | Firestone | 6  | Steve Ablondi      | Production Systems Inc.                                       | Reed alleen in Sonoma                                                                |
| Michael Crawford Motorsports | Dallara | Firestone | 6  | Marc Williams      | www.purenz.com / Taranaki                                     | Reed in Indianapolis, Milwaukee, Iowa, Nashville                                     |
| Michael Crawford Motorsports | Dallara | Firestone | 6  | C. R. Crews        | Magnus Energy Marketing                                       | Reed alleen in Sonoma                                                                |
| Michael Crawford Motorsports | Dallara | Firestone | 8  | C. R. Crews        | Magnus Energy Marketing                                       | Reed alleen in St. Petersburg                                                        |
| Michael Crawford Motorsports | Dallara | Firestone | 8  | Ben Petter         | Michael Crawford Motorsports                                  | Reed alleen in Iowa, daarna in de nr 6 auto in Chicago                               |
| Michael Crawford Motorsports | Dallara | Firestone | 8  | Matt Jaskol        | Michael Crawford Motorsports                                  | Reed in alleen in Indianapolis, in de nr 6 auto reed hij in St. Petersburg en Sonoma |
| Michael Crawford Motorsports | Dallara | Firestone | 8  | Doug Boyer         | Michael Crawford Motorsports                                  | Reed alleen in Indianapolis, Watkins Glen en Mid-Ohio                                |
| Michael Crawford Motorsports | Dallara | Firestone | 8  | Shane Lewis        | Michael Crawford Motorsports                                  | Reed alleen in Iowa, daarna in de nr 6 auto in Chicago                               |
| Michael Crawford Motorsports | Dallara | Firestone | 8  | P. J. Abbot        | Milwaukee Tools / UVCS / One Vet Ahead                        | Reed alleen in Milwaukee, Nashville, Chicago                                         |
| Mile High Motorsports        | Dallara | Firestone | 54 | Micky Gilbert      | Mile High Motorsports                                         | Reed de eerste 7 races en in Sonoma                                                  |
| Playa Del Racing             | Dallara | Firestone | 12 | A. J. Russel       | Playa Del Racing                                              | Reed alleen in Homestead                                                             |
| Playa Del Racing             | Dallara | Firestone | 12 | Philip Giebler     | Ethos Fuel Reformulator                                       | Reed in St. Petersburg, Indianapolis G.P., Watkins Glen en Sonoma                    |
| Playa Del Racing             | Dallara | Firestone | 12 | Al Unser III       | Ethos Fuel Reformulator                                       | Reed in Indianapolis, Milwaukee, Iowa en Nashville                                   |
| Playa Del Racing             | Dallara | Firestone | 12 | Sean Guthrie       | Ethos Fuel Reformulator                                       | Reed in Mid-Ohio, Kentucky en Chicago                                                |
| Apex Racing                  | Dallara | Firestone | 52 | Ken Losch          | AvenueCommunities.com / TRACares Foundation / TRACares.org    |                                                                                      |
| Apex Racing                  | Dallara | Firestone | 53 | Mike Potheken      | Centerpointaz.com / TRACares Special / AvenueCommunities.com  |                                                                                      |
| Sam Schmidt Motorsports      | Dallara | Firestone | 7  | Alex Lloyd         | Lucas Oil / Isilon Systems                                    |                                                                                      |
| Sam Schmidt Motorsports      | Dallara | Firestone | 23 | Logan Gomez        | Isilon Systems / Flacondos.net / Lucas Oil                    |                                                                                      |
| Sam Schmidt Motorsports      | Dallara | Firestone | 38 | Ryan Justice       | Lifelock / Lucas Oil                                          | Reed niet in St. Petersburg en Chicago                                               |
| Sam Schmidt Motorsports      | Dallara | Firestone | 57 | Leilani Munter     | Smart Papers / Lucas Oil                                      | Reed alleen in Kentucky en Chicago                                                   |
| Speedworks                   | Dallara | Firestone | 44 | Jay Howard         | SpeedWorks                                                    | Reed alleen de eerste 3 races                                                        |
| Speedworks                   | Dallara | Firestone | 44 | Daniel Herrington  | Invisible Glass                                               | Reed alleen op stratencircuits                                                       |
| Speedworks                   | Dallara | Firestone | 44 | Adam Andretti      | Brunton Vineyards                                             | Reed alleen in Chicago                                                               |

## Races
| Race | Datum       | Race Naam                 | Circuit                         | Locatie            |
| ---- | ----------- | ------------------------- | ------------------------------- | ------------------ |
| 1    | 24 Maart    | Miami 100                 | Homestead-Miami Speedway        | Homestead, FL      |
| 2    | 31 Maart    | Grand Prix St. Petersburg | Stratencircuit Saint Petersburg | St. Petersburg, FL |
| 3    | 1 April     | Grand Prix St. Petersburg | Stratencircuit Saint Petersburg | St. Petersburg, FL |
| 4    | 25 Mei      | Firestone Freedom 100     | Indianapolis Motor Speedway     | Speedway, IN       |
| 5    | 2 Juni      | Milwaukee 100             | Milwaukee Mile                  | West Allis, WI     |
| 6    | 16 Juni     | Liberty Challenge         | Indianapolis Motor Speedway     | Speedway, IN       |
| 7    | 17 Juni     | Liberty Challenge         | Indianapolis Motor Speedway     | Speedway, IN       |
| 8    | 23 Juni     | Iowa 100                  | Iowa Speedway                   | Newton, IA         |
| 9    | 7 Juli      | Corning 100               | Watkins Glen International      | Watkins Glen, NY   |
| 10   | 8 Juli      | Glen 100                  | Watkins Glen International      | Watkins Glen, NY   |
| 11   | 14 Juli     | Sun Belt Rentals 100      | Nashville Superspeedway         | Wilson County, TN  |
| 12   | 22 Juli     | Mid-Ohio 100              | Mid-Ohio Sports Car Course      | Lexington, OH      |
| 13   | 11 Augustus | Kentucky 100              | Kentucky Speedway               | Sparta, KY         |
| 14   | 25 Augustus | Carneros 100              | Infineon Raceway                | Sonoma, CA         |
| 15   | 26 Augustus | Valley of the Moon 100    | Infineon Raceway                | Sonoma, CA         |
| 16   | 7 September | Chicagoland 100           | Chicagoland Speedway            | Joliet, IL         |

## Race resultaten
| Race | Race Naam         | Pole positie      | Snelste ronde     | Meeste ronden aan de leiding | Winnende rijder   | Winnende team              |
| ---- | ----------------- | ----------------- | ----------------- | ---------------------------- | ----------------- | -------------------------- |
| 1    | Homestead         | Chris Festa       | Alex Lloyd        | Alex Lloyd                   | Alex Lloyd        | Sam Schmidt Motorsports    |
| 2    | Saint Petersburg  | Alex Lloyd        | Alex Lloyd        | Alex Lloyd                   | Alex Lloyd        | Sam Schmidt Motorsports    |
| 3    | Saint Petersburg  | Bobby Wilson      | Alex Lloyd        | Alex Lloyd                   | Alex Lloyd        | Sam Schmidt Motorsports    |
| 4    | Indianapolis      | Ken Losch         | Alex Lloyd        | Alex Lloyd                   | Alex Lloyd        | Sam Schmidt Motorsports    |
| 5    | Milwaukee         | Alex Lloyd        | Alex Lloyd        | Alex Lloyd                   | Alex Lloyd        | Sam Schmidt Motorsports    |
| 6    | Indianapolis G.P. | Hideki Mutoh      | Hideki Mutoh      | Hideki Mutoh                 | Hideki Mutoh      | Super Aguri Panther Racing |
| 7    | Indianapolis G.P. | Ryan Justice      | Bobby Wilson      | Bobby Wilson                 | Bobby Wilson      | Brian Stewart Racing       |
| 8    | Iowa              | Wade Cunningham   | Alex Lloyd        | Wade Cunningham              | Alex Lloyd        | Sam Schmidt Motorsports    |
| 9    | Watkins Glen      | Wade Cunningham   | Wade Cunningham   | Wade Cunningham              | Wade Cunningham   | Andretti Green-AFS Racing  |
| 10   | Watkins Glen      | Daniel Herrington | Alex Lloyd        | Alex Lloyd                   | Alex Lloyd        | Sam Schmidt Motorsports    |
| 11   | Nashville         | Alex Lloyd        | Robbie Pecorari   | Alex Lloyd                   | Robbie Pecorari   | Team KMA Racing            |
| 12   | Mid-Ohio          | Alex Lloyd        | Richard Antinucci | Richard Antinucci            | Richard Antinucci | Cheever Racing             |
| 13   | Kentucky          | Hideki Mutoh      | Hideki Mutoh      | Hideki Mutoh                 | Hideki Mutoh      | Super Aguri Panther Racing |
| 14   | Infineon          | Alex Lloyd        | Alex Lloyd        | Alex Lloyd                   | Alex Lloyd        | Sam Schmidt Motorsports    |
| 15   | Infineon          | Ryan Justice      | Richard Antinucci | Ryan Justice                 | Richard Antinucci | Cheever Racing             |
| 16   | Chicagoland       | Alex Lloyd        | Logan Gomez       | Alex Lloyd                   | Logan Gomez       | Sam Schmidt Motorsports    |

## Uitslagen
| Pos | Rijder             | HMS | STP | STP | INDY | MIL | INGP | INGP | IOW | WGL | WGL | NSS | MDO | KTY | SNM | SNM | CHI | Punten |
| --- | ------------------ | --- | --- | --- | ---- | --- | ---- | ---- | --- | --- | --- | --- | --- | --- | --- | --- | --- | ------ |
| 1   | Alex Lloyd         | 1*  | 1*  | 1*  | 1*   | 1*  | 2    | 2    | 1*  | 3   | 1*  | 11* | 22  | 2   | 1*  | 21  | 2*  | 652    |
| 2   | Hideki Mutoh       | 3   | 2   | 4   | 5    | 19  | 1*   | 3    | 3   | 2   | 6   | 6   | 5   | 1*  | 19  | 10  |     | 481    |
| 3   | Wade Cunningham    | 24  | 9   | 2   | 23   | 12  | 4    | 21   | 2*  | 1*  | 2   | 4   | 2   | 3   | 16  | 11  | 17  | 423    |
| 4   | Bobby Wilson       | 6   | 6   | 3   | 22   | 5   | 7    | 1*   | 9   | 5   | 12  | 15  | 6   | 18  | 17  | 14  | 4   | 393    |
| 5   | Mike Potheken      | 7   | 11  | 22  | 6    | 2   | 10   | 8    | 12  | 9   | 7   | 19  | 9   | 7   | 3   | 8   | 5   | 379    |
| 6   | Jaime Camara       | 4   | 23  | 8   | 3    | 17  | 3    | 5    | 21  | 7   | 10  | 3   | 8   | 5   | 5   | 17  | 20  | 373    |
| 7   | Logan Gomez        | 16  | 14  | 18  | 12   | 18  | 9    | 6    | 6   | 14  | 15  | 2   | 10  | 13  | 6   | 4   | 1   | 368    |
| 8   | Robbie Pecorari    | 8   | 7   | 5   | 11   | 14  | 24   | 19   | 5   | 22  | 11  | 1   | 7   | 8   | 18  | 22  | 3   | 344    |
| 9   | Stephen Simpson    | 11  | 4   | 20  | 14   | 22  | 5    | 11   | 19  | 12  | 13  | 7   | 3   | 11  | 4   | 5   | 12  | 340    |
| 10  | Chris Festa        | 2   | 8   | 12  | 2    | 21  | 11   | 14   | 16  | 21  | 17  | 9   | 13  | 4   | 13  | 19  | 19  | 313    |
| 11  | Andrew Prendeville | 5   | 13  | 17  | 4    | 20  | 21   | 20   | 14  | 10  | 8   | 20  | 4   | 17  | 7   | 3   | 21  | 306    |
| 12  | Jonathan Klein     |     | 3   | 14  | 10   | 3   | 19   | 7    | 18  | 11  | 9   | 5   | 19  |     | 9   | 6   | 15  | 304    |
| 13  | Ryan Justice       | 25  |     |     | 13   | 6   | 8    | 4    | 4   | 23  | 23  | 8   | 11  | 15  | 8*  | 2   |     | 276    |
| 14  | Sean Guthrie       | 19  | 16  | 23  | 19   | 4   | 13   | 12   | 20  | 15  | 16  | 14  | 12  | 6   | 12  | 13  | 6   | 274    |
| 15  | Richard Antinucci  |     | 19  | 15  |      |     | 6    | 9    |     | 8   | 5   |     | 1*  |     | 2   | 1   |     | 273    |
| 16  | Brad Jaeger        | 13  | 12  | 19  | 21   | 10  | 16   | 22   | 17  | 13  | 14  | 12  | 14  | 9   | 10  | 9   | 11  | 260    |
| 17  | Ken Losch          | 14  | 22  | 10  | 24   | 13  | 17   | 16   | 11  | 19  | 19  | 10  | 17  | 12  | 15  | 15  | 9   | 239    |
| 18  | Joey Scarallo      | 21  | 15  | 9   | 20   | 8   | 18   | 13   | 13  | 16  | 20  | 18  | 18  | 20  |     |     |     | 184    |
| 19  | Jon Brownson       | 15  | 17  | 16  | 9    | 11  | 23   | 17   | 22  | 20  | 24  |     | 9   | 19  |     |     | 8   | 171    |
| 20  | Philip Giebler     |     | 24  | 7   |      |     | 12   | 15   |     | 4   | 4   |     |     |     | 14  | 12  |     | 163    |
| 21  | Tom Wieringa       | 12  | 20  | 21  | 16   | 16  | 25   | 18   | 15  |     |     | 21  | 23  | 14  |     |     | DNS | 137    |
| 22  | C.R. Crews         | 9   | 10  | 6   |      |     |      |      |     | 18  | 18  |     | 15  |     |     |     |     | 109    |
| 23  | Daniel Herrington  |     |     |     |      |     | 22   | 10   |     | 6   | 3   |     | 20  |     |     |     |     | 101    |
| 24  | Matt Jaskol        |     | 18  | 13  | 7    |     |      |      |     |     |     |     |     |     | 11  | 7   |     | 100    |
| 25  | Micky Gilbert      | 22  | 21  | 11  | 15   |     | 15   | 24   |     |     |     |     |     |     | 21  | 16  |     | 95     |
| 26  | Al Unser III       |     |     |     | 8    | 7   |      |      | 7   |     |     | 13  |     |     |     |     |     | 93     |
| 27  | Marc Williams      |     |     |     | 17   | 9   | 20   | 25   | 8   |     |     | 16  |     |     |     |     |     | 88     |
| 28  | Jay Howard         | 10  | 5   | 24  |      |     |      |      |     |     |     |     |     |     |     |     |     | 56     |
| 29  | P.J. Abbott        |     |     |     |      | 15  |      |      |     |     |     | 17  |     |     |     |     | 7   | 54     |
| 30  | Doug Boyer         |     |     |     |      |     | 14   | 23   |     | DNS | 21  |     | 16  |     |     |     |     | 52     |
| 31  | Ben Petter         |     |     |     |      |     |      |      | 10  |     |     |     |     |     |     |     | 14  | 36     |
| 32  | Travis Gregg       |     |     |     |      |     |      |      |     |     |     |     |     | 10  |     |     | 16  | 34     |
| 33  | Leilani Munter     |     |     |     |      |     |      |      |     |     |     |     |     | 16  |     |     | 13  | 31     |
| 34  | Steve Ablondi      |     |     |     |      |     |      |      |     |     |     |     |     |     | 20  | 18  |     | 22     |
| 35  | Arie Luyendyk jr.  |     |     |     |      |     |      |      |     | 17  | 22  |     |     |     |     |     |     | 21     |
| 36  | Jimmy Kite         |     |     |     |      |     |      |      |     |     |     |     |     |     |     |     | 22  | 20     |
| 37  | J.R. Hildebrand    |     |     |     |      |     |      |      |     |     |     |     |     |     | 22  | 20  |     | 18     |
| 38  | Tom Wood           | 17  |     |     |      |     |      |      |     |     |     |     |     |     |     |     |     | 13     |
| 39  | Pablo Perez        | 18  |     |     |      |     |      |      |     |     |     |     |     |     |     |     |     | 13     |
| 40  | Shane Jantzi       |     |     |     | 18   |     |      |      |     |     |     |     |     |     |     |     |     | 12     |
| 41  | Adam Andretti      |     |     |     |      |     |      |      |     |     |     |     |     |     |     |     | 18  | 12     |
| 42  | Shane Lewis        | 20  |     |     |      |     |      |      |     |     |     |     |     |     |     |     |     | 10     |
| 43  | A.J. Russell       | 23  |     |     |      |     |      |      |     |     |     |     |     |     |     |     |     | 7      |
| Pos | Rijder             | HMS | STP | STP | INDY | MIL | INGP | INGP | IOW | WGL | WGL | NSS | MDO | KTY | SNM | SNM | CHI | Punten |

| Kleur       | Resultaat                       |
| ----------- | ------------------------------- |
| Goud        | Winnaar                         |
| Zilver      | 2de plaats                      |
| Brons       | 3de plaats                      |
| Groen       | 4de en 5de plaats               |
| Lichtblauw  | 6de–10de plaats                 |
| Donkerblauw | Gefinisht (buiten de Top 10)    |
| Paars       | Niet gefinisht                  |
| Rood        | Niet gekwalificeerd (DNQ)       |
| Bruin       | Teruggetrokken (Wth)            |
| Zwart       | Gediskwalificeerd (DSQ)         |
| Wit         | Niet Gestart (DNS)              |
| Blank       | Nam geen deel aan de race (DNP) |
| Blank       | Niet geracet                    |

| Toegevoegde info    |                                                      |
| vet                 | Pole positie (1 punt)                                |
| cursief             | Snelste ronde                                        |
| *                   | Meeste ronden aan de leiding (2 punten)              |
| 1                   | Kwalificatie geannuleerd geen bonuspunten uitgedeeld |
| Rookie van het Jaar |                                                      |
| Rookie              |                                                      |

| Kleur       | Resultaat                       |
| ----------- | ------------------------------- |
| Goud        | Winnaar                         |
| Zilver      | 2de plaats                      |
| Brons       | 3de plaats                      |
| Groen       | 4de en 5de plaats               |
| Lichtblauw  | 6de–10de plaats                 |
| Donkerblauw | Gefinisht (buiten de Top 10)    |
| Paars       | Niet gefinisht                  |
| Rood        | Niet gekwalificeerd (DNQ)       |
| Bruin       | Teruggetrokken (Wth)            |
| Zwart       | Gediskwalificeerd (DSQ)         |
| Wit         | Niet Gestart (DNS)              |
| Blank       | Nam geen deel aan de race (DNP) |
| Blank       | Niet geracet                    |

| Toegevoegde info    |                                                      |
| vet                 | Pole positie (1 punt)                                |
| cursief             | Snelste ronde                                        |
| *                   | Meeste ronden aan de leiding (2 punten)              |
| 1                   | Kwalificatie geannuleerd geen bonuspunten uitgedeeld |
| Rookie van het Jaar |                                                      |
| Rookie              |                                                      |

| Positie | 1  | 2  | 3  | 4  | 5  | 6  | 7  | 8  | 9  | 10 | 11 | 12 | 13 | 14 | 15 | 16 | 17 | 18 | 19 | 20 | 21 | 22 | 23 | 24 | 25 | 26 | 27 | 28 | 29 | 30 | 31 | 32 | 33 |
| ------- | -- | -- | -- | -- | -- | -- | -- | -- | -- | -- | -- | -- | -- | -- | -- | -- | -- | -- | -- | -- | -- | -- | -- | -- | -- | -- | -- | -- | -- | -- | -- | -- | -- |
| Punten  | 50 | 40 | 35 | 32 | 30 | 28 | 26 | 24 | 22 | 20 | 19 | 18 | 17 | 16 | 15 | 14 | 13 | 12 | 11 | 10 | 9  | 8  | 7  | 6  | 5  | 4  | 3  | 3  | 3  | 3  | 3  | 3  | 3  |

1986 ·
1987 ·
1988 ·
1989 ·
1990 ·
1991 ·
1992 ·
1993 ·
1994 ·
1995 ·
1996 ·
1997 · 
1998 ·
1999 ·
2000 ·
2001 ·
2002 ·
2003 ·
2004 ·
2005 ·
2006 ·
2007 ·
2008 ·
2009 ·
2010 ·
2011 ·
2012 ·
2013 ·
2014 ·
2015 ·
2016 ·
2017 ·
2018 ·
2019 ·
2020 ·
2021 ·
2022 ·
2023 ·
2024 ·
2025

Lijst van coureurs